# マイティボンジャック
『マイティボンジャック』（Mighty BombJack）は、テクモが開発し1986年4月24日に発売されたファミリーコンピュータ用アクションアドベンチャーゲーム。同社のファミリーコンピュータ参入第1弾ソフトでもある。1984年に稼動された同社（当時の社名はテーカン）のアーケードゲーム『ボンジャック』の続編。

## 概要
主人公のジャックを操作し、アイテムやジャンプを駆使してゲームクリア、エンディングを目指す。
各通路面の最後には「王家の間」があり、その王家の間へ入ると固定画面になる。エンディングは途中のプレイ内容により変化する。ゲームオーバー後には「ゲーム偏差値（G・D・V）」機能により、ジャックの腕前を数値で評価するという仕様が実装されていた。ピラミッドは全256画面で構成されており、それらを繋げるとピラミッドのような構成となっている。
フジテレビのホームページにあるゲームコーナーでは、このゲームをアレンジしたFlashゲーム「お台場ボンジャック」がプレイできた。TVアニメ『Rio RainbowGate!』にジャックの子孫が登場する。
『痛快テレビゲーム! ファミン子全員集合』というテレビ番組が収録された際、スタジオ観覧に訪れた子供へ『マイティ文珍ジャック』と称したソフトがごく少数配布された。ソフトにはラベルは貼られておらず、収納ケースも説明書もない文字通り裸のままだった。内容は爆弾が桂文珍の顔を模している他に通常のソフトと変わりはない。

## システム
十字キーとAボタン（ジャンプ）、Bボタン（マイティパワー）で操作。王家の部屋と拷問部屋ではBボタンでもジャンプできる。上に押しながらジャンプすることで地面から天井まで届くほど高くなり、逆に下に押しながらジャンプすると高度は小さくなる。または左右下への制御も可能。ジャックの攻撃手段は殆ど無く、敵や障害物を回避しながら進むのみである。
ジャンプすると10点が得点に加算される。王家の部屋でボーナスコインをすぐに出すための点数調整や、中盤で水晶玉を取るための通路に行くためには、得点の10の位を特定の数字にする必要があるなど完全クリアに欠かせない要素でもある。
各ラウンドは基本的に一本道であるが、いくつかのラウンドでは上でジャンプすると消える床・隠しドアがあったり、途中で分岐があったり、先のラウンド（あるいは前のラウンド）にワープする通路が用意されている。閉じているドアは後述のスフィンクスで出現・開放させることができるが、中にはスフィンクスが無く特殊な条件下で出現・開放するドアもある。拷問部屋送りにされるドアもある。
大量に襲い掛かる回避しづらい敵、隠し要素の多さなどから、ゲーム難易度は高い。

### マイティパワー
ジャックは通路面に落ちているマイティコインを拾い、Bボタンで使用することでパワーアップする。Aボタンを押す回数（ジャンプの回数ではない。）により1段階ずつ戻っていく。なお、王家の部屋と拷問部屋ではマイティパワーは使えない。マイティコインのストックが10になると拷問部屋に移動する。
1枚
全身が青色になり、通常状態では開けられない橙色の宝箱をジャンプして開けられる。Aボタンを20回押すと元に戻る。
2枚
オレンジ色になり、宝箱を横から触れるだけで開けられる。Aボタンを10回押すと青色に戻る。
3枚
緑色になり、上の能力に加え、なった瞬間に画面上の敵を5秒間コインに変える。ただし、後述のパワーボールポイントがリセットされる。それ以外にもシークレットコインを取ったり、特定の部屋・通路に入ったりできる。Aボタンを5回押すとオレンジ色に戻る。
拷問部屋
マイティコインの取りすぎや制限時間の増やしすぎ、特定の扉の通過により拷問部屋に移動する。拷問部屋に移動させられると、ジャックの所持していたマイティコインが全て没収され、50回ジャンプしないと脱出ができない。

### アイテム
太字のものはスクロールさせて画面外に出すと消えるもの。敵や敵が変化した金貨も同様。
- 爆弾
  - パワーボールポイントが上昇する他、王家の部屋では全て集めると扉が開く。火のついていない物は100点、ついた物は200点で取得音が異なる。
  - 通路の爆弾に火はつかないが、200点となる順番は王家の部屋同様決まっている。ただし、王家の部屋での順番はループしているのでどこから取っても特に問題はない（ボンジャックと同様のルール）が、通路の場合は途中から取ってしまうとそれ以前の爆弾は全て100点になってしまう。ただ、爆弾の入っている宝箱を開けてしまうと順番が一部変わってしまう。通路では最初から最後まで順番どおりに、つまり最初の1個以外全て200点の爆弾を取ると最後の爆弾を取った時10,000点のボーナスが獲得できる。この瞬間だと、爆発音がしてBGMが消えてしまう。
  - パワーボールポイントは、100点の爆弾を取ると1ポイント、200点の爆弾を取ると2ポイント加算され、20ポイント以上になるとチャイムが鳴り、その後宝箱を開けるか隠し宝箱を出現させるとその真上にパワーボールが出現する。王家の部屋では、20ポイントになった瞬間に画面中央に出現し、斜めに移動し壁や床に当たると反射する。
- パワーボール
  - 5秒間、敵が金貨になる。金貨のスコアは100点、200点、300点、500点、800点と取るごとに1個あたりのスコアが上昇していく。
- 宝箱 - 赤い宝箱は宝箱の上で1回ジャンプすると開くが、オレンジの宝箱はマイティパワーが必要。
- ボーナスバッグ - 書いてある数字に応じて100、300、1,000点のボーナス。
- 金貨 - 後述のエクストラコインの出現に関連し、宝箱に入っているものは500点。
- ボーナスコイン
  - 王家の部屋で得点の1000の位が5または0になると出現。ボーナスコイン自体の得点以外の全ての得点の倍率が2〜5倍にアップする。1,000点。また、このときに金貨を取得した枚数が40枚以上ならばボーナスコインの代わりにエクストラコインが出現する。
- エクストラコイン - 1UP。宝箱に入っているものは取った後にミスなどの再スタート後、再び同じ宝箱を開けるとマイティコインに変わっている。
- 風船 - 出現と同時に真上に飛んでいき、10,000点
- マイティコイン - マイティパワーが使えるようになる。ただし、9個持っているときに10個目を取ってしまうと拷問部屋に移動する。1,000点。
- マイティドリンク - 制限時間タイマーのカウントを10プラスする。ただし、カウントが100を越えてしまうと拷問部屋に突き落とされてしまう。1,000点。
- 奴隷 - 囚われている奴隷、2,000点
- ジャックの兄 - 囚われているジャックの兄たち。取るとジャックが1UPする。兄を助けた後、ミスなどの再スタート後に再び同じ部屋に入ると兄のいた場所には奴隷がいる。
- スフィンクス - 隠しドアが出現・開放され、10,000点。
- シークレットコイン - マイティパワー3の時のみ取得可能。集めることである条件が満たされる。50,000点。
- 水晶玉 - 取るとある条件が満たされる。
- 王女、王妃、王様 - 最終ラウンドで救出すると、それぞれの部屋の出口が開放される。
- テクモプレート - ラウンド5のみに出現し、500,000点と1UP。

### 王家の部屋
各ラウンドの最後にある固定画面の部屋。内容は前作『ボンジャック』とほぼ同じだがいくつかの違いがある。
- 部屋の入口と出口の場所は直前直後の画面と繋がっているため、スタート位置がラウンドによって異なる。
- 前作では爆弾を全て回収した時点でラウンドクリアとなっていたが、本作では全回収すると出口が開く→開いた出口に到着して初めてクリアという流れである。
- 登場するアイテムはコイン、ボーナスコイン、パワーボールのみ。
- ピラミッドの内部という設定上、部屋の背景は全てブロック壁である。

王家の間で火のついた爆弾を最後に取ると、王家の間からさらに王家の間へとワープし間の通路面を飛ばせる。しかし、ミスした場合の再開地点は最後に王家の間を通常どおりクリアしたラウンドとなる。
王家の間では、火のついた爆弾を取った個数によりスペシャルボーナスが入るためワープする場合はスペシャルボーナスを得られない。
- ノーミス（23個）：50,000点
- 1個ミス（22個）：30,000点
- 2個ミス（21個）：20,000点
- 3個ミス（20個）：10,000点
- 4個以上ミス：ボーナスなし

### ゲーム偏差値
クリアも含め、ゲームオーバーになった際には以下の値を考慮した偏差値が表示される。
- スコア
- ラウンド数
- 1UP数
- シークレットコイン取得数
- 水晶玉取得数
- 最終画面到達

## ストーリー
かつて地球にはパメラ王と呼ばれる世界を平和に治めている王様がいた。しかし、地上世界に破滅をもたらそうとする魔王ベルゼブルに王族達はさらわれ、魔の巨大ピラミッドの中に閉じ込められる。王族を救うためマイティ一族が立ち上がるが、一族は次々とベルゼブルに敗れ、残すは気弱な末弟であるジャックを残すだけとなった。ジャックは王族達を救い、世界に平和を取り戻すことができるのか。

## キャラクター

### 主要キャラクター
ジャック
主人公。マイティー一族の末裔で、兄弟の末弟。性格は気弱であるが、兄達が捕らわれ唯一自身だけが最後の生き残りとなり兄やパメラ王族を救出に立ち向かう。
パメラ王
世界を平和に治めている王様であったが、魔王ベルゼブルに捕らえられた。ジャックの実父。
パメラ王妃
パメラ王の妻。ジャックの母。
パメラ王女
パメラ王とパメラ王妃の娘。ジャックの姉。
ジャックの兄達
マイティー一族で、末弟のジャックからは全員兄となる。魔王ベルゼブルに挑むものの、返り討ちに合い奴隷部屋に捕らえられる。ゲーム中の容姿はジャックと全く同じ。

### 敵キャラクター
敵出現を表すマークが出現するとまずミイラが出現。ミイラは、宝箱から出現することもある。一定時間経つと別のモンスターが出現する。変化するモンスターはAボタンを押した回数で決定。ゲーム開始からAボタンを押した合計の回数を6で割った余りが以下のキャラの頭についている数字と対応している。ミイラは地面を移動し、足場がなくなると落下する。
0. ハネゾー
魔王ベルゼブルのペット。壁に当たると90度反転して跳ね返る。
1. ゲジ将軍
虫のような敵キャラクター。ジャックをしつこく追ってくる。
2. ガーメイド
亀の甲羅の形をした敵キャラクター。ジェット噴射で高速移動し、壁に当たるとジャックに突進してくる。ジャックに当たるまでの時間は一定のため、時に高速でジャックを襲ってくる。
3. ドクロン
頭ガイコツの形をした敵。ジャックを追ってくるが、上下には追尾せず移動する。
4. デス・ファ
火の玉。ジャックを追ってくるが、左右には追尾せず移動する。
デス・ファは、デス・ファイヤの略である。
5. ホルス
鳥。ジャックを追ってくるが、斜めに移動する事はない。スピードは遅いものの壁や床をすり抜けるため厄介な敵。

## 移植版
| タイトル                                      | 発売日                                     | 対応機種                                | 開発元        | 発売元         | メディア                              | 型式 | 備考 |
| --------------------------------------------- | ------------------------------------------ | --------------------------------------- | ------------- | -------------- | ------------------------------------- | ---- | --- |
| VSマイティボンジャック                        | 1986年                                     | アーケード                              | テクモ        | テクモ         | 業務用基板                            | -    | 任天堂VS.システム対応                                                                                             |
| Mighty Bombjack                               | 1990年                                     | Amiga Atari ST コモドール64 PC/AT互換機 | Elite Systems | Elite Systems  | フロッピーディスク                    | -    | |
| マイティボンジャック決定版                    | 2004年3月17日                              | ボーダフォンライブ （Vアプリ）          | テクモ        | テクモ         | ダウンロード                          | -    | |
| マイティボンジャック                          | 2006年                                     | EZアプリ                                | テクモ        | テクモ         | ダウンロード                          | -    | |
| マイティボンジャック                          | 2007年2月6日 2007年4月27日 2007年5月7日    | Wii                                     |               | テクモ         | ダウンロード （バーチャルコンソール） | -    | |
| マイティボンジャック                          | 2012年9月26日 2012年10月25日 2012年12月6日 | ニンテンドー3DS                         | テクモ        |                | ダウンロード （バーチャルコンソール） | -    | |
| テクモゲームパック                            | 2013年6月20日                              | Android                                 |               | コーエーテクモ | ダウンロード                          | -    | |
| マイティボンジャック                          | 2014年1月23日 2014年2月5日                 | Wii U                                   |               | コーエーテクモ | ダウンロード （バーチャルコンソール） | -    | |
| ファミリーコンピュータ Nintendo Switch Online | 2018年11月14日                             | Nintendo Switch                         |               | コーエーテクモ | ダウンロード                          | -    | ファミリーコンピュータ版の移植 2019年7月17日に『マイティボンジャック 高ゲーム偏差値バージョン』という特別版が配信 |

## 音楽
サウンドトラック
- 『ファミコン 20TH アニバーサリー オリジナル・サウンド・トラックス VOL.3』
2004年4月21日、サイトロン・デジタルコンテンツより発売されたCD内の一作品として収録されている。

## スタッフ
- 音楽：増子司、蓮谷通治[11][12]
- データ作成、効果音：増子司
- サウンド・ドライバー：猪瀬祥希

## 評価
| 項目 | キャラクタ | 音楽 | 操作性 | 熱中度 | お買得度 | オリジナリティ | 総合  |
| 得点 | 3.67       | 3.46 | 3.32   | 3.41   | 3.24     | 3.60           | 20.70 |

ファミリーコンピュータ版
- ゲーム誌『ファミリーコンピュータMagazine』の読者投票による「ゲーム通信簿」での評価は別記の通り20.70点（満30点）となっている[20] 。また、同雑誌1991年5月10日号特別付録の「ファミコンロムカセット オールカタログ」では、「まさに労働基準法違反的なアクションゲーム」と本作を表現しており、「このゲームは縦横につながった256もの面が複雑にからみあって構成されている。隠し通路などもあり、アクション好きにはたまらないゲーム」とステージ構成の複雑さを指摘しつつも肯定的なコメントで紹介されている[20]。

- 情報サイト『ロケットニュース24』では、隠しアイテムの多さや隠し部屋、敵の強さなどを指摘した上で本作を「超高難易度ゲーム」と表現しており、「筆者はマイティボンジャックをクリアした人を見たことがない」と難易度の高さに関して否定的に評価している[2]。しかしジャンプやアクションに関しては完成度の高さを認めた上で「人気のゲームであったことに違いはない」とした上で、5分間は楽しめるとゲーム性に関しては肯定的に評価した[2]。

- 情報サイト『ミドルエッジ』では、本作を「単純でありながら奥が深いマイティボンジャック」と表現しており、高難易度である事を指摘しながらも、操作が単純である事や何度も繰り返しプレイする事で攻略法が見いだせる事を肯定的に評価し、「やりこみ要素が満載」と称賛した[3]。